# 中野洋昌
中野 洋昌（なかの ひろまさ、1978年〈昭和53年〉1月4日 - ）は、日本の政治家。公明党所属の衆議院議員（5期）。国土交通大臣（第27代）、水循環政策担当大臣、国際園芸博覧会担当大臣。

## 来歴
京都市出身。関西創価小学校、関西創価中学校・高等学校を経て2001年に東京大学教養学部を卒業後、国土交通省に入省する。
国土交通省では新潟県中越沖地震や東日本大震災の復興、非接触型IC乗車カードの企画・提案、内航貨物船業界の活性化、冬柴鐵三国土交通大臣の下で緊急地震速報導入などに携わる。2006年にはアメリカ合衆国コロンビア大学国際公共政策大学院で修士号を取得した。
退官後、2011年に死去した冬柴鐵三の後継者として、2012年の第46回衆議院議員総選挙に兵庫8区から公明党公認で立候補し、新党日本代表で前職の田中康夫、民主党前職の室井秀子らを破って初当選した。兵庫県下の小選挙区ならびに公明党公認の当選者で最年少であった。
2014年12月の第47回衆議院議員総選挙でも兵庫8区から公明党公認で再選、2017年10月の第48回衆議院議員総選挙でも兵庫8区から公明党公認で3選される。
2019年9月に第4次安倍第2次改造内閣において経済産業大臣政務官兼内閣府大臣政務官兼復興大臣政務官に任命され、2020年9月の安倍内閣総辞職まで務め上げる。
2021年10月の第49回衆議院議員総選挙でも兵庫8区から公明党公認で4選され、2024年10月の第50回衆議院議員総選挙では日本維新の会の徳安淳子に迫られるも5選を果たした。
2024年11月11日、第2次石破内閣において国土交通大臣、水循環政策担当大臣、国際園芸博覧会担当大臣に任命される。これにより、1970年代生まれの国会議員としては初めての国土交通大臣となった。

## 人物
- 趣味は読書、トレーニング[3]。
- 心に残る本は『モンテ・クリスト伯』[3]。
- 好きな食べ物はカレー。自らスパイスを買ってきて料理することもある[7]。

## 政策・主張
- 選択的夫婦別姓制度の導入について、2014年のアンケートでは「どちらかといえば賛成」[8]、2024年のアンケートでは「賛成」と回答した[9]。
- 日本国憲法第9条の改正に賛成する[10]。
- 集団的自衛権の行使を禁じた憲法解釈について、2012年のアンケートでは「見直す必要はない」と回答した[11]。2014年のアンケートでは集団的自衛権の行使に「賛成」と回答した[10]。集団的自衛権の行使容認を盛り込んだ「我が国及び国際社会の平和及び安全の確保に資するための自衛隊法等の一部を改正する法律」案と「国際平和共同対処事態に際して我が国が実施する諸外国の軍隊等に対する協力支援活動等に関する法律」案が第189回国会に上程されると、衆議院本会議で賛成票を投じた。

## 現在の役職

### 内閣
- 国土交通大臣（第27代）
- 水循環政策担当大臣（第2次石破内閣）
- 国際園芸博覧会担当大臣（第2次石破内閣）

### 公明党
- 青年委員会副委員長
- 青年局長
- 兵庫県本部代表代行

## 過去の役職

### 内閣
- 経済産業大臣政務官（第4次安倍第2次改造内閣）
- 内閣府大臣政務官（第4次安倍第2次改造内閣）
- 復興大臣政務官（第4次安倍第2次改造内閣）

### 衆議院
- 国土交通委員会理事
- 東日本大震災復興特別委員会委員
- 原子力問題調査特別委員会委員
- 経済産業委員会委員
- 文部科学委員会委員
- 予算委員会委員
- 議院運営委員会委員

### 公明党
- 国会対策副委員長
- 国土交通部会長
- 法務副部会長
- 財政・金融副部会長
- 厚生労働副部会長
- 復興・防災副部会長
- 学生局顧問
- 文化局長
- 広報局次長
- 国際局次長
- 離島振興対策本部事務局次長
- 奄美ティダ委員会事務局次長
- 学生局長
- 青年局次長

## 選挙歴
| 当落 | 選挙                   | 執行日         | 年齢 | 選挙区      | 政党   | 得票数    | 得票率 | 定数 | 得票順位 /候補者数 | 政党内比例順位 /政党当選者数 |
| ---- | ---------------------- | -------------- | ---- | ----------- | ------ | --------- | ------ | ---- | ------------------ | ---------------------------- |
| 当   | 第46回衆議院議員総選挙 | 2012年12月16日 | 34   | 兵庫県第8区 | 公明党 | 9万7526票 | 46.64% | 1    | 1/4                | /                            |
| 当   | 第47回衆議院議員総選挙 | 2014年12月14日 | 36   | 兵庫県第8区 | 公明党 | 9万4687票 | 60.88% | 1    | 1/2                | /                            |
| 当   | 第48回衆議院議員総選挙 | 2017年10月22日 | 39   | 兵庫県第8区 | 公明党 | 9万4116票 | 63.56% | 1    | 1/2                | /                            |
| 当   | 第49回衆議院議員総選挙 | 2021年10月31日 | 43   | 兵庫県第8区 | 公明党 | 10万313票 | 58.80% | 1    | 1/3                | /                            |
| 当   | 第50回衆議院議員総選挙 | 2024年10月27日 | 46   | 兵庫県第8区 | 公明党 | 7万1784票 | 38.30% | 1    | 1/6                | /                            |